# 3651 Friedman
A 3651 Friedman (ideiglenes jelöléssel 1978 VB5) a Naprendszer kisbolygóövében található aszteroida. Eleanor F. Helin,  Schelte J. Bus fedezte fel 1978. november 7-én.